# Kazimierz Rynkowski
Kazimierz Marian Rynkowski (ur. 9 września 1933 w Pelplinie, zm. 10 czerwca 2022 w Gdańsku) – polski działacz partyjny i państwowy, prawnik, w latach 1973–1979 wiceprezydent, a w latach 1981–1989 prezydent Gdańska.

## Życiorys
Syn Bernarda (1909–1989) i Marianny z domu Kowal (1911–2006), urodził się w rodzinie robotniczej jako jedno z dziewięciorga dzieci (większość z nich związała się później z Gdańskiem). Jego ojciec był podczas wojny pracownikiem przymusowym w III Rzeszy, po wojnie odbudowywał Gdańsk. W 1953 zdał maturę w szkole średniej w Pelplinie, następnie pracował jako instruktor w Związku Młodzieży Polskiej i w Okręgowej Dyrekcji Szkolenia Zawodowego we Wrzeszczu. Od 1954 do 1956 odbywał służbę wojskową w Toruniu, następnie od 1957 do 1960 zatrudniony w Komitecie Miejskim Polskiej Zjednoczonej Partii Robotniczej w Gdańsku. W latach 1959–1964 zaocznie studiował prawo na Uniwersytecie im. Adama Mickiewicza w Poznaniu, później ukończył aplikację. Działał także w komunistycznych organizacjach społecznych, m.in. od 1979 do 1985 kierował oddziałem wojewódzkim Towarzystwa Krzewienia Kultury Świeckiej.
W latach 1960–1963 wiceprzewodniczący Prezydium Dzielnicowej Rady Narodowej Gdańsk-Portowa ds. gospodarki komunalnej i mieszkaniowej. Pomiędzy 1963 a 1970 drugi i pierwszy sekretarz Komitetu Dzielnicowego PZPR Wrzeszcz-Oliwa. Od listopada 1970 do grudnia 1973 był pierwszym wiceprzewodniczącym Miejskiej Rady Narodowej w Gdańsku, po przekształceniach pełnił funkcję pierwszego wiceprezydenta miasta do maja 1979 (odpowiadał m.in. za oświatę, zdrowie, politykę społeczną i gospodarczą). W latach 1979–1981 kierował Gdańskim Zjednoczeniem Budownictwa. Powrócił do gdańskiego magistratu jako prezydent od 22 grudnia 1981 do 23 listopada 1989. Wchodził w skład Komitetu Wojewódzkiego PZPR w Gdańsku. W okresie prezydentury przyczynił się m.in. do budowy szpitala na Zaspie oraz ustanowienia w 1987 Nagrody Naukowej Miasta Gdańska im. Jana Heweliusza.
Po 1989 działał w SdRP i SLD, od 2002 do 2012 był rzecznikiem partyjnej dyscypliny w SLD województwa pomorskiego. Zajmował się także organizacją konferencji etyczno-filozoficznych dla lekarzy. W latach 1990–1997 prowadził własną kancelarię prawną, później pracował także w instytucjach ubezpieczeniowych. W 2004 przeszedł na emeryturę.
Pochowany na Cmentarzu Srebrzysko w Gdańsku.

## Życie prywatne
Był żonaty, związek ten zakończył się rozwodem. Miał córkę Grażynę (ur. 1958).

## Odznaczenia
Odznaczony Krzyżem Oficerskim (1986) i Kawalerskim (1974) Orderu Odrodzenia Polski, Złotym (1964) i Srebrnym (1969) Krzyżem Zasługi oraz Medalem Komisji Edukacji Narodowej (1985). Wyróżniony ponadto odznakami „Za Zasługi dla Gdańska” i „Zasłużonym Ziemi Gdańskiej”.